# Collisione stellare
Una collisione stellare è l'unione di due stelle provocata dalla dinamica stellare all'interno di un ammasso stellare, o dal decadimento orbitale di una stella binaria per via di perdita di massa stellare o radiazioni gravitazionali, o per altri meccanismi non ancora ben conosciuti.
Gli astronomi prevedono che eventi del genere avvengano negli ammassi globulari della Via Lattea una volta ogni 10 000 anni. Il 2 settembre 2008 gli scienziati osservarono per la prima volta una fusione stellare nella costellazione dello Scorpione (chiamata V1309 Scorpii), sebbene non si conosceva all'epoca che fosse il risultato di una fusione stellare.
Qualsiasi stella nell'universo può collidere, sia che sia 'viva', ovvero con la fusione ancora attiva, o 'morta', quindi in cui non avviene fusione nucleare. Le nane bianche, stelle di neutroni, i buchi neri, le stelle della sequenza principale, le stelle giganti e le supergiganti sono oggetti molto diversi per quanto riguarda il tipo, la massa, la temperatura e il raggio, pertanto reagiscono in modo differente.
Un evento di onde gravitazionali che avvenne il 25 agosto 2017, GW170817, il 16 ottobre 2017 fu riportato che fosse relativo alla fusione di due stelle di neutroni in una galassia lontana; fu la prima fusione osservata tramite la radiazione gravitazionale.

## Tipi di collisioni e fusioni stellari

### Supernova di tipo Ia
Le nane bianche sono resti di stelle leggere e, se formano un sistema binario con un'altra stella, possono provocare grandi esplosioni stellari chiamate supernove di tipo Ia. Il modo normale tramite il quale accade comporta l'accumulo di materiale da parte di una nana bianca da una stella della sequenza principale o una gigante rossa e la conseguente formazione di un disco di accrescimento. Molto più raramente, una supernova di tipo Ia avviene quando due nane bianche orbitano l'una vicino all'altra. L'emissione delle onde gravitazionali porta alla coppia a spiraleggiare verso l'interno. Quando alla fine fondono, se la loro massa unita si avvicina o supera il limite di Chandrasekhar, si attiva la fusione del carbonio, aumentando la temperatura. Siccome una nana bianca consiste di materia degenere, non c'è un equilibrio sicuro tra la pressione termica e il peso degli strati esterni della stella. A causa di ciò, le reazioni di fusione runaway scaldano rapidamente fino all'interno della stella e si diffondono, provocando un'esplosione di supernova. In una questione di secondi, tutta la massa della nana bianca viene spinta nello spazio.

### Fusione di stelle di neutroni
Le fusioni di stelle di neutroni accadono in modo simile alle supernove di tipo Ia risultanti dalle fusioni di nane bianche. Quando due stelle di neutroni orbitano l'una intorno all'altra, spiraleggiano verso l'interno a causa della radiazione gravitazionale. Quando si incontrano, la loro fusione porta alla formazione o di una stella di neutroni più pesante o di un buco nero, a seconda della massa del resto superi o meno il limite di Tolman-Oppenheimer-Volkoff. Ciò crea un campo magnetico che è bilioni di volte più forte di quella della Terra, in pochi millisecondi. Gli astronomi credono che questo tipo di evento generi lampi gamma brevi e kilonove.

### Oggetti di Thorne-Żytkow
Se una stella di neutroni collide con una gigante rossa di massa e densità sufficientemente basse, entrambe possono sopravvivere nella forma di un ibrido chiamato oggetto di Thorne-Żytkow, con una stella di neutroni circondata da una gigante rossa.

### Fusione di stelle binarie
Quasi metà di tutte le stelle nel cielo fanno parte di sistemi binari. Alcune stelle binarie orbitano così vicino che condividono la stessa atmosfera, dando al sistema una forma di arachide. Mentre la maggior parte di stelle binarie a contatto sono stabili, poche sono instabili e nel passato si sono fuse per motivi non ancora ben compresi.

## Formazione di pianeti
Quando due stelle di piccola massa in un sistema binario si fondono, la massa può essere espulsa nel piano orbitale delle stelle che si fondono, creando un disco di accrescimento da cui possono formarsi nuovi pianeti.

## Scoperta
Mentre il concetto di collisione stellare esiste da diverse generazioni di astronomi, solo lo sviluppo di nuove tecnologie ha reso possibile uno studio più oggettivo. Ad esempio, nel 1764, l'astronomo Charles Messier scoprì un ammasso di stelle noto come Messier 30. Nel XX secolo, gli astronomi hanno concluso che l'ammasso aveva circa 13 miliardi di anni, e nel XXI il telescopio spaziale Hubble è riuscito a distinguere le singole stelle dell'ammasso. Con questa nuova tecnologia, gli astronomi hanno scoperto che alcune stelle, note come le "vagabonde blu”, apparivano più giovani delle altre stelle dell'ammasso. Gli astronomi hanno quindi ipotizzato che le stelle potrebbero essersi "scontrate" o "fuse" con altre, dando loro più carburante per continuare la fusione mentre le altre stelle intorno a loro iniziavano a spegnersi.

## Collisioni stellari e sistema solare
Mentre le collisioni stellari possono verificarsi molto frequentemente in alcune parti della galassia, la probabilità di una collisione che coinvolga il Sole è molto piccola. Un calcolo di probabilità prevede che il tasso di collisioni stellari che coinvolgono il Sole sia 1 su 1028 anni. Per confronto, l'età dell'universo è dell'ordine di 1010 anni. Anche la probabilità di incontri ravvicinati con il Sole è ridotta. Il tasso è stimato dalla formula:
N ~ 4,2 · D2 Myr −1
dove N è il numero di incontri per milione di anni che rientrano in una distanza D dal Sole in parsec. Per confronto, il raggio medio dell'orbita terrestre, 1 AU, è 4,82×10−6 pc.
La nostra stella probabilmente non sarà direttamente interessata da un tale evento perché non ci sono ammassi stellari abbastanza vicini da causare tali interazioni.

## KIC 9832227 e fusioni di stelle binarie
KIC 9832227 è un esempio di un sistema stellare binario a contatto eclissante. È composto principalmente da due stelle che orbitano l'una intorno all'altra così vicino da condividere la stessa atmosfera, dando al sistema una forma a nocciolina. Man mano che le orbite delle due stelle decadono a causa della perdita di massa stellare e della viscosità interna, le due stelle alla fine si fonderanno, portando a una nova rossa luminosa.
Un'analisi delle eclissi di KIC 9832227 inizialmente suggeriva che il suo periodo orbitale si stesse effettivamente accorciando e che i nuclei delle due stelle si sarebbero uniti nel 2022. Tuttavia, la successiva rianalisi ha rilevato che uno dei set di dati utilizzati nella previsione iniziale conteneva un errore di temporizzazione di 12 ore, portando scorrettamente a un apparente accorciamento del periodo orbitale delle stelle.
Il meccanismo alla base delle fusioni di stelle binarie non è ancora completamente compreso e rimane uno dei principali obiettivi di coloro che studiano KIC 9832227 e altri sistemi binari a contatto.